# Hans Benker
Hans Benker (21 de Fevereiro de 1917 - † 2 de Janeiro de 1944) foi um comandante de U-Boot que serviu na Kriegsmarine durante a Segunda Guerra Mundial.